# Orior
Die Orior AG (Eigenschreibweise: ORIOR) mit Sitz in Zürich ist eine börsennotierte Nahrungsmittelgruppe, spezialisiert auf Frisch-Convenience Food, Fleischveredelung und biologische Gemüse- und Fruchtsäfte. Das Unternehmen produziert Charcuterie-Spezialitäten, Frischteigwaren, Pasteten und Terrinen, Geflügel- und Schweinefleischprodukte, vegetarische und vegane Spezialitäten sowie biologische Gemüse- und Fruchtsäfte für den Einzelhandel und die Gastronomie in der Schweiz und im benachbarten Ausland. Die Orior Gruppe beschäftigt rund 2'428 Mitarbeitende (Headcount) und erwirtschaftete 2024 einen Umsatz von 642,1 Millionen Schweizer Franken.

## Unternehmensstruktur und Marken
Orior ist in drei Geschäftssegmenten organisiert: Orior Refinement, Orior Convenience und Orior International.
- Orior Refinement besteht aus den Kompetenzzentren Rapelli, Albert Spiess[6] und Möfag, und umfasst die Marken Rapelli, Ticinella, Albert Spiess, Spiess Gastro und Fürstenländer Spezialitäten. Das Segment konzentriert sich auf die Fleischveredelung und stellt Produkte wie Bündnerfleisch, Rohschinken und Kochschinken, Salami und Mostbröckli her. Es verfügt über fünf Verarbeitungs- und sieben Veredelungsbetriebe in den Kantonen Graubünden, Tessin und St. Gallen.
- Orior Convenience besteht aus den Kompetenzzentren Fredag, Le Patron, Pastinella und Biotta[2] und umfasst die Marken Fredag, Ocean’s Best, Nature Gourmet, Noppa’s, Le Patron, La Romagnola, Pastinella sowie Biotta, Vivitz, Traktor und C-ICE.[2] Das Segment stellt Fertiggerichte, Pasteten und Terrinen, Frisch-Pasta, vegetarische und vegane Produkte oder kochfertige Geflügel- und Fleischprodukte sowie biologische Gemüse- und Fruchtsäfte her.[7] Zudem wird Handel mit Seafood betrieben. Die Produkte werden in sechs Verarbeitungsbetrieben in der Deutschschweiz hergestellt.
- Orior International[5] ist verantwortlich für den Export und die Vermarktung in den EU-Nachbarländern. Das Segment betreibt mehrere Verteilzentren in der Schweiz sowie eines im französischen Haguenau. Zum Segment gehört das belgische Kompetenzzentrum Culinor Food Group, welches frische Fertig-Menüs und Menükomponenten herstellt.[8]
- Orior International[9] umfasst alle Aktivitäten ausserhalb der Schweiz, wobei dieses Segment von der Culinor Food Group in Belgien, Herstellerin von frischen Fertig-Menüs und Menükomponenten,[10] sowie der Biotta Tochtergesellschaft Gesa geprägt wird.[11] Ausserdem gehört der Export von Schweizer Produkten ins benachbarte Ausland dazu: Orior/Spiess Europe betreibt im französischen Haguenau eine Plattform für die Kommissionierung und Vermarktung der Gruppenprodukte ausserhalb der Schweiz.[12] Im Herbst 2018 hat Orior zudem 35 % am deutschen Unternehmen Casualfood übernommen.[13] Im September 2019 erfolgte die Übernahme der zweiten Tranche an Casualfood (Mehrheitsbeteiligung von 70 %)[14] und damit die Vollkonsolidierung als eigenständiges Kompetenzzentrum innerhalb des Segments International.
- Das Gruppenmanagement und die Informationstechnologie (IT) der Gruppe sind organisatorisch dem Bereich Orior Corporate angeschlossen.[15]

## Geschichte
Das Unternehmen geht auf die 1852 von Louis Ormond in Vevey gegründete Manufacture de cigares Ormond & Cie zurück. Diese fusionierte 1930 zur Rinsoz & Ormond und entwickelte sich in der Folge durch diverse Akquisitionen von einem Zigarrenhersteller zu einem diversifizierten Konzern, mit Tätigkeiten im Vertrieb gastronomischer Produkte für Hotellerie und Gastronomie. 1992 entschied das Unternehmen, sich neu auszurichten und sich vollständig aus dem Tabakgeschäft zurückzuziehen. Die Produktion und Distribution von Zigarren und Tabak machte zu diesem Zeitpunkt noch 60 Prozent aus. Im März 1992 erhöhte die Pargesa Holding, die bis dahin mit 15 Prozent an Rinsoz & Ormond beteiligt war, ihren Anteil auf eine Mehrheitsbeteiligung von über 50 Prozent. Im Zuge der strategischen Neuausrichtung auf den Lebensmittelbereich wurde 1992 die Rinsoz & Ormond Holding SA in Orior Holding SA umbenannt und in der Folge mehrere Unternehmen im Bereich Premium Convenience Food in die Gruppe integriert.
Mit der Übernahme der auf die Herstellung italienischer Wurstwaren spezialisierten Rapelli Gruppe sicherte sich Orior 1993 eine wichtige Marke in der Lebensmittelbranche. Im gleichen Jahr wurde der Teigwarenhersteller Trinca übernommen. In der zweiten Hälfte der 1990er Jahre folgten weitere Zukäufe, unter anderem 1996 der traditionsreiche Frischteigwarenhersteller Traiteur Seiler, womit Orior in der Schweiz zu einem bedeutenden Lebensmittelunternehmen avancierte. Gleichzeitig wurde auf Gruppenstufe eine Logistikinfrastruktur aufgebaut und neue Produktionsanlagen in Betrieb genommen. 1999 wurde die Struktur von Orior in die fünf Gruppen Rapelli, Fredag, Le Patron, Pastinella sowie dem Logistikunternehmen Lineafresca neu gegliedert.
Im Jahr 2000 stockte die Pargesa Holding ihre mittlerweile auf über 88 Prozent gestiegene Beteiligung an der börsenkotierten Orior Holding auf 100 Prozent auf. Die Aktien der Orior Holding wurden daraufhin am 18. September 2000 dekotiert. 2006 verkaufte Pargesa sein Aktienpaket an das Management und an die Schweizer Beteiligungsgesellschaft Capvis. Damit verbunden war auch die Verlegung des Sitzes nach Zürich. 2008 übernimmt die Orior das Bündner Unternehmen Albert Spiess Holding AG. Mit der Akquisition dieser Produktegruppe rundet Orior ihr Portfolio in der Schweiz ab.
Seit April 2010 ist die Orior wieder an der Börse kotiert (Six Swiss Exchange, ORON, ISIN CH0111677362).
Im Januar 2011 wurde das Tessiner Spezialitätenunternehmen Keller SA in Maroggia (TI) gekauft. Das Unternehmen produziert unter der eigenen Marke "Val Mara" Tessiner Charcuterie-Spezialitäten. Im April 2011 wurde zudem das Unternehmen Bernatur, der führende Schweizer Tofu-Produzent, übernommen. Im März 2012 akquirierte die Orior das Unternehmen Möfag - Mösli Fleischwaren AG, einen Hersteller von Fürstenländer Fleischspezialitäten wie Mostbröckli oder Schinken. Im Mai 2014 verkaufte Orior die Logistik-Einheit Lineafresca an die auf Lager- und Transportlogistik für Lebensmittel spezialisierte Murpf Gruppe. Ebenfalls im Mai 2014 übernahm Orior den Bio-Tofu-Spezialist Noppa AG mit Sitz in Rüti (ZH). 2016 übernahm ORIOR die belgische Culinor Food Group, Herstellerin von Fertig-Menüs und Menükomponenten für den Detailhandel und die Gastronomie in den Benelux-Staaten. 2018 stieg das Unternehmen mit Kauf von Thurella (Biotta) in den Biogetränkemarkt ein und übernahm 35 % am deutschen Unternehmen Casualfood, spezialisiert auf Food Service To-Go und Reisegastronomie. Im September 2019 erfolgte die Übernahme der zweiten Tranche an Casualfood (Mehrheitsbeteiligung von 70 %) und damit die Vollkonsolidierung als eigenständiges Kompetenzzentrum innerhalb des Segments International. Im Jahr 2022 feierte Orior das 30-jährige Firmenjubiläum. Zu Beginn des Jahres 2022 stellte die gesamte Orior Schweiz auf klimaneutralen Betrieb um und setzte sich zum Ziel, bis 2050 Netto-Null erreichen zu wollen. Im Mai 2022 hat Orior zusammen mit weiteren 27 Akteuren des Schweizer Lebensmittelsektors und dem Bundesamt für Umwelt eine Branchenvereinbarung gegen Food Waste unterschrieben. Im September 2022 erreichte Orior den ersten Platz im Corporate Governance Rating. Die ORIOR Gruppe konnte im Jahr 2023 wiederum wachsen. Im Sommer 2023 trat ORIOR zur Science Based Targets Initiative (SBTi) bei und bekennt sich gemäß Unternehmensmarketing damit zu wissenschaftsbasierten Klimazielen.